# Atlides thargelia
Atlides thargelia is een vlinder uit de familie van de Lycaenidae. De wetenschappelijke naam van de soort werd als Thecla thargelia in 1878 gepubliceerd door Burmeister.